# Paastijd
De Paastijd is in de Paascyclus van het kerkelijk jaar een periode van 50 dagen, die begint op Paaszondag, en  eindigt op Pinksteren.
In de liturgie staat de paastijd deze acht weken in het teken van het paasmysterie, de wederopstanding van Christus, de liturgische kleur is dan ook wit, en bijgevolg worden op de zondagen de vieringen vreugdevol gevierd. De eerste week van de paastijd is bekend als het Paasoctaaf. Dit zijn acht dagen van paaszondag tot en met Beloken Pasen.
| Week                              |                                         | zondag     | maandag    | dinsdag    | woensdag       | donderdag | vrijdag | zaterdag |
| --------------------------------- | --------------------------------------- | ---------- | ---------- | ---------- | -------------- | --------- | ------- | -------- |
| 0 begin Paasoctaaf begin Paastijd | Pasen                                   | 2e paasdag |            |            |                |           |         |          |
| 1 einde Paasoctaaf                | Beloken Pasen Goddelijke Barmhartigheid |            |            |            |                |           |         |          |
| 2                                 | Barmhartigheidszondag                   |            |            |            |                |           |         |          |
| 3                                 | Jubilate                                |            |            |            |                |           |         |          |
| 4                                 | Cantate                                 |            |            |            |                |           |         |          |
| 5                                 | Rogate                                  | Kruisdagen | Kruisdagen | Kruisdagen | Hemelvaartsdag |           |         |          |
| 6                                 | Exaudi of Wezenzondag                   |            |            |            |                |           |         |          |
| 7 Einde Paastijd                  | Pinksteren                              |            |            |            |                |           |         |          |